# Western Area Urban
Die Western Area Urban ist eine Verwaltungseinheit (Distrikt) in Sierra Leone. Sie bildet zusammen mit der Western Area Rural die Western Area, eine von vier Verwaltungsregionen des Landes. Das Gebiet der Western Area Urban wurde Ende der 2010er Jahre aus dem der Hauptstadt Freetown ausgegliedert.
Mit 1.271.330 Einwohnern (Stand 2021) ist er der am dichtesten besiedelte Distrikt des Landes.